# Collinsia grandiflora
Collinsia grandiflora är en grobladsväxtart som beskrevs av David Douglas och John Lindley. Collinsia grandiflora ingår i släktet collinsior, och familjen grobladsväxter. Inga underarter finns listade i Catalogue of Life.